# Кріс Гарман
Кріс Харман (англ. Chris Harman; 8 листопада 1942 — 7 листопада 2009) — британський політичний діяч, редактор теоретичного журналу Соціалістичної робочої партії (Велика Британія), колишній редактор газети «Socialist Worker», провідний теоретик УРП і МСТ (Міжнародної соціалістичної тенденції).

## Біографія
Народився в робочій сім'ї. Відвідував лекції в Лідському університеті, де вступив в організацію «Міжнародних соціалістів», і в Лондонській школі економіки, де почав займатися в докторантурі у Ральфа Милибанда, але не закінчив. Друкувався в журналі «Агітатор», що видавався соціалістичним суспільством Школи. До 1968 році став ведучим активістом організації «Міжнародних соціалістів». Був учасником кампанії солідарності з В'єтнамом. Піддався нападкам з боку інших лівих за те, що на мітингу в Конвей-Хол звинуватив Хо Ши Міна у вбивстві лідера в'єтнамських троцькістів Та Тху Тхау в 1945 році після очолюваного ними робочого повстання в Сайгоні.
В організації «Міжнародних соціалістів», яка з 1978 року стала називатися Соціалістичною робочою партією, Харман був провідним теоретиком, автором багатьох книг і статей. Він обіймав посаду редактора «Socialist Worker» з 1978 по 2004 рік (з невеликою перервою на початку 1980-х років). Пізніше був також редактором журналу «International Socialism».
Харман пародіюється в романі Таріка Алі «Redemption» під ім'ям «Натти Шардман», який боїться всіх лівих, з якими у нього є теоретичні розбіжності.
Книгу Хармана про Червоному травні 1968 року — «Останній вогонь» («The Fire Last Time») — рок-група Rage Against the Machine рекомендує в буклеті-вкладиші до альбому Evil Empire.
Харман помер 7 листопада 2009 внаслідок зупинки серця, перебуваючи на конференції Центру соціалістичних досліджень в Каїрі. Він похований поруч з могилою свого однопартійця Підлоги Фути на Хайгейтского кладовища, де спочиває і Карл Маркс.

## Книги і брошури
- Education, capitalism and the student revolt (1968)
- Russia: How the Revolution Was Lost (1969)
- Unemployment and how to fight it (with Dave Peers) (1971)
- Russia: How the Revolution was lost (1974)
- The struggle in Ireland (1974)
- Why Labour fails (1979)
- New technology and the struggle for socialism (1979)
- The summer of 1981 : a post-riot analysis (1981)
- Days of Hope: The General Strike of 1926 (with Duncan Hallas) (1981)
- Gramsci versus Reformism (1983)
- Explaining The Crisis: A Marxist Reappraisal (London, 1984) ISBN 0-906224-11-X
- The Changing Working Class: Essays on Class Structure Today (with Alex Callinicos) (London: Bookmarks, 1987) ISBN 0-906224-40-3
- Russia: from workers' state to state capitalism (with Peter Binns and Tony Cliff) (London, 1987)
- Class Struggles in Eastern Europe, 1945—1983 (London, 1988) ISBN 0-906224-47-0
- The Fire Last Time: 1968 And After (London, 1988) ISBN 1-898876-35-5
- The revolutionary paper (1991)
- In The Heat of the Struggle: 25 Years of Socialist Worker (editor) (with an introduction by Paul Foot) (1993) ISBN 0-906224-94-2
- Economics Of The Madhouse: Capitalism and the Market Today (London, 1995) ISBN 1-898876-03-7
- How Marxism Works (London, 1997) ISBN 1-898876-27-4
- The Lost Revolution: Germany 1918-23 (London, 1997) ISBN 1-898876-22-3
- Marxism And History: Two Essays (London, 1998) ISBN 1-898876-31-2
- The Prophet And The Proletariat: Islamic fundamentalism, class and revolution (London, 1999) ISBN 1-898877-18-1
- A People's History of the World (1999) ISBN 1-898876-55-X